# Omphalucha zoutpanensis
Omphalucha zoutpanensis är en fjärilsart som beskrevs av Louis Beethoven Prout 1938. Omphalucha zoutpanensis ingår i släktet Omphalucha och familjen mätare. Inga underarter finns listade i Catalogue of Life.